# Пуща (Серпецький повіт)
Пуща (пол. Puszcza) — село в Польщі, у гміні Росьцишево Серпецького повіту Мазовецького воєводства.
Населення — 118 осіб (2011).
У 1975—1998 роках село належало до Плоцького воєводства.

## Демографія
Демографічна структура станом на 31 березня 2011 року:
|          | Загалом | Допрацездатний вік | Працездатний вік | Постпрацездатний вік |
| -------- | ------- | ------------------ | ---------------- | -------------------- |
| Чоловіки | 57      | 13                 | 40               | 4                    |
| Жінки    | 61      | 10                 | 37               | 14                   |
| Разом    | 118     | 23                 | 77               | 18                   |